# Oxtongue River Ragged Falls
Die Oxtongue River Ragged Falls gehören zu den höchsten Wasserfällen in Ontario (Kanada). 
Sie sind gleichzeitig Teil des Oxtongue River-Ragged Falls Provincial Parks. Die Fälle liegen unmittelbar südwestlich des Algonquin Provincial Park und nordöstlich des Oxtongue Lake zirka einen Kilometer nach Oxtongue Lake Bridge am Ontario Highway 60 rechterhand. Sehenswert sind auch die Oxtongue River Rapids.